# Корона Катерини I

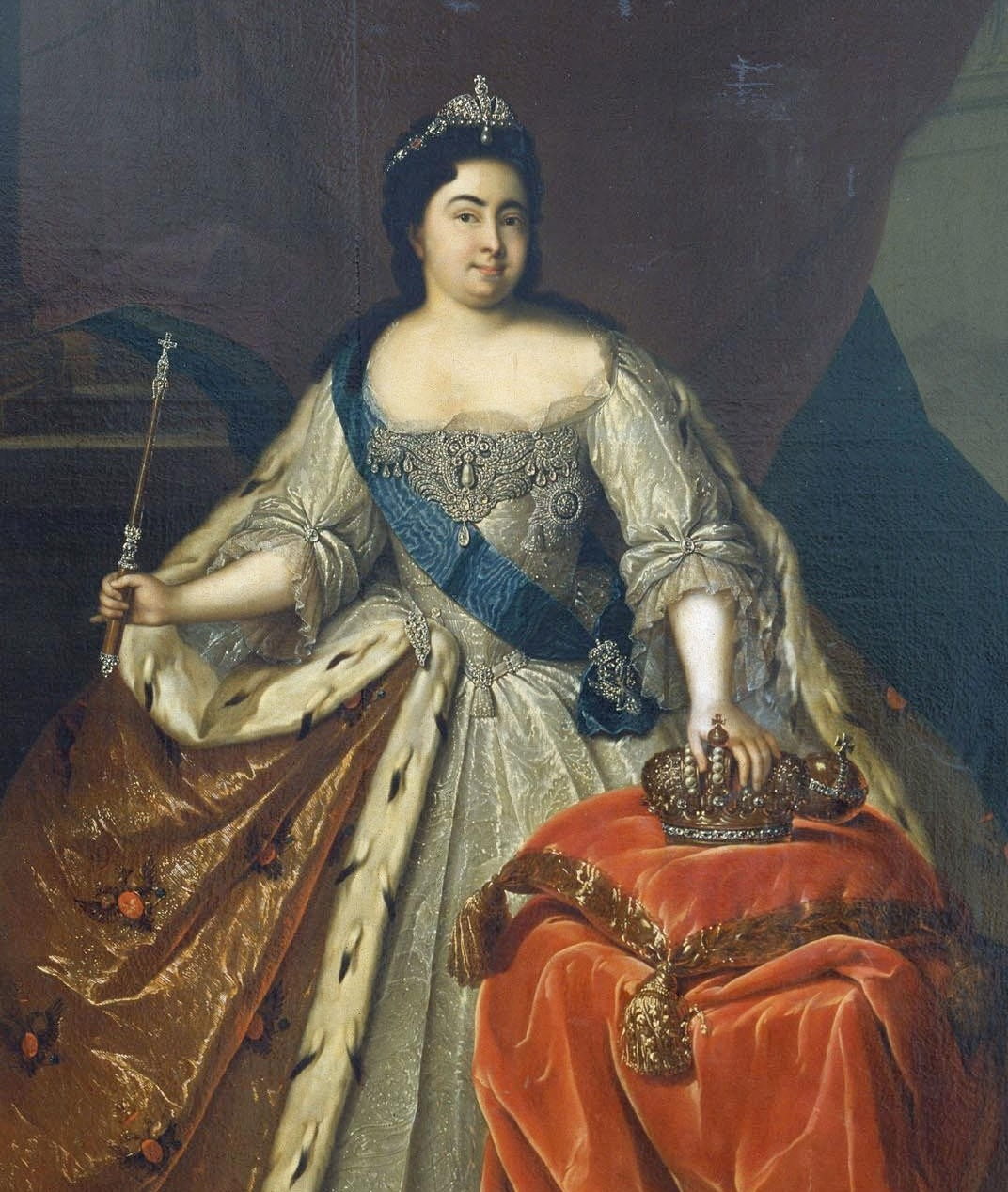
Імператриця Катерина I Олексіївна на коронаційному портреті роботи Іоганна Бухгольца, 1725 р. Біля імператриці — корона.

Корона імператриці Катерини I Олексіївни — колишня державна регалія Російської імперії. Це дорогоцінний вінець, від якого залишився лише скелет, що зберігається у зібранні Збройової палати Московського кремля. Цим вінцем Петро I власноруч коронував свою другу дружину – Марту Скавронську.
Це була перша корона нового типу, зроблена не за традиційним типом «Мономахового» вінця. Ця корона — так званого «імператорського» типу. Вона зроблена за стилізованим зразком корони австрійських Габсбургів (ювелір Жан Вермеєн, 1602 р.).

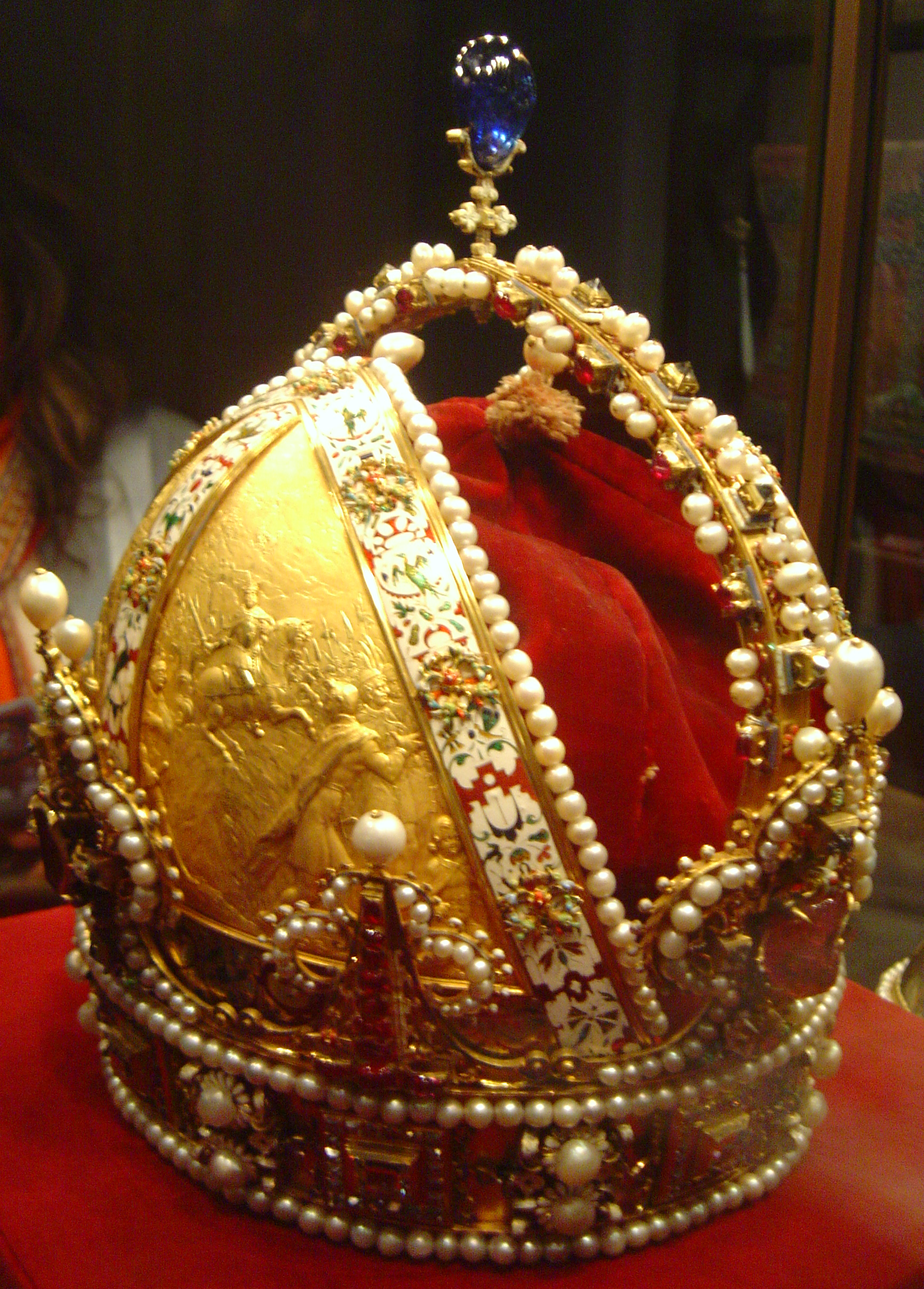
Mitrenkrone Рудольфа II (1602 р.). Єдина збережена корона «імператорського» типу на початок XVIII ст.

Імператори Священної Римської імперії першими почали використовувати такий тип корон (нім. «Mitrenkrone») ще з часів Людвіґа IV Баварського. До кільця-діадеми (що символізує світську владу) приєднані дві півкулі, з'єднані перетинкою з хрестом. Півкулі — це стилізовані половинки митри, що символізує теократичну владу монарха. Тільки корони російських імператорів зроблені за зразком кульовидної православної митри, а не гостроверхої католицької.
Корона була виготовлена Самсоном Ларіоновим в 1724 р. для Петра I. Вперше вона була використана для особистої коронації імператриці Катерини I. 7 травня 1724 р., в Успенському соборі Кремля. Так Петро I намагався ще більш узаконити династичні права своєї другої дружини та її дітей, бо Марта Скавронська була вкрай низького походження. Цікаво, що за часів Російської імперії це був єдиний випадок, коли за життя правлячого монарха був коронований його наступник. І це був другий випадок, коли була коронована жінка (з 1606 р., коли Лжедмитро коронував Марину Мнішек).
Імператор Петро II також був коронований новою короною 25 лютого 1728 р. 30 березня 1728 р. корону передали до Збройової палати. Вона була оцінена в 122608 рублів — астрономічну на той час суму.
Але в 1730 р. наступна правителька, Анна Іванівна, яка не любила «безрідну» Скавронську, наказала зробити для себе новий вінець за зразком старого. Для нової корони використали величезний китайський турмалін — дарунок богдихана Кангсі (що раніше прикрашав знищену діамантову корону царя Федора III), були забрані на оздоблення збереженої до нашого часу регалії Анни Іванівни.
Проте срібний із позолотою пустий каркас корони зберігся до нашого часу у Збройовій Палаті.

## Ресурси мережі Інтернет
- Скелет корони Катерини I. Фото